# Josefa Teixidor i Torres
Josefa Texidor i Torres, també coneguda com a Pepita Texidor (Barcelona, 17 de novembre de 1865 - 8 de febrer de 1914) fou una pintora catalana. Filla de Josep Texidor i Busquets i Concepció Torres Nicolás, formada amb el seu germà, el pintor Modest Texidor Torres, conreà amb profusió el tema de les flors, emprant sovint la tècnica de l'aquarel·la. Participà en alguna exposició oficial i fou premiada i va arribar a gaudir de certa notorietat. Al parc de la Ciutadella hi ha un monument dedicat a aquesta artista, obra de l'escultor Manuel Fuxà.

## Biografia

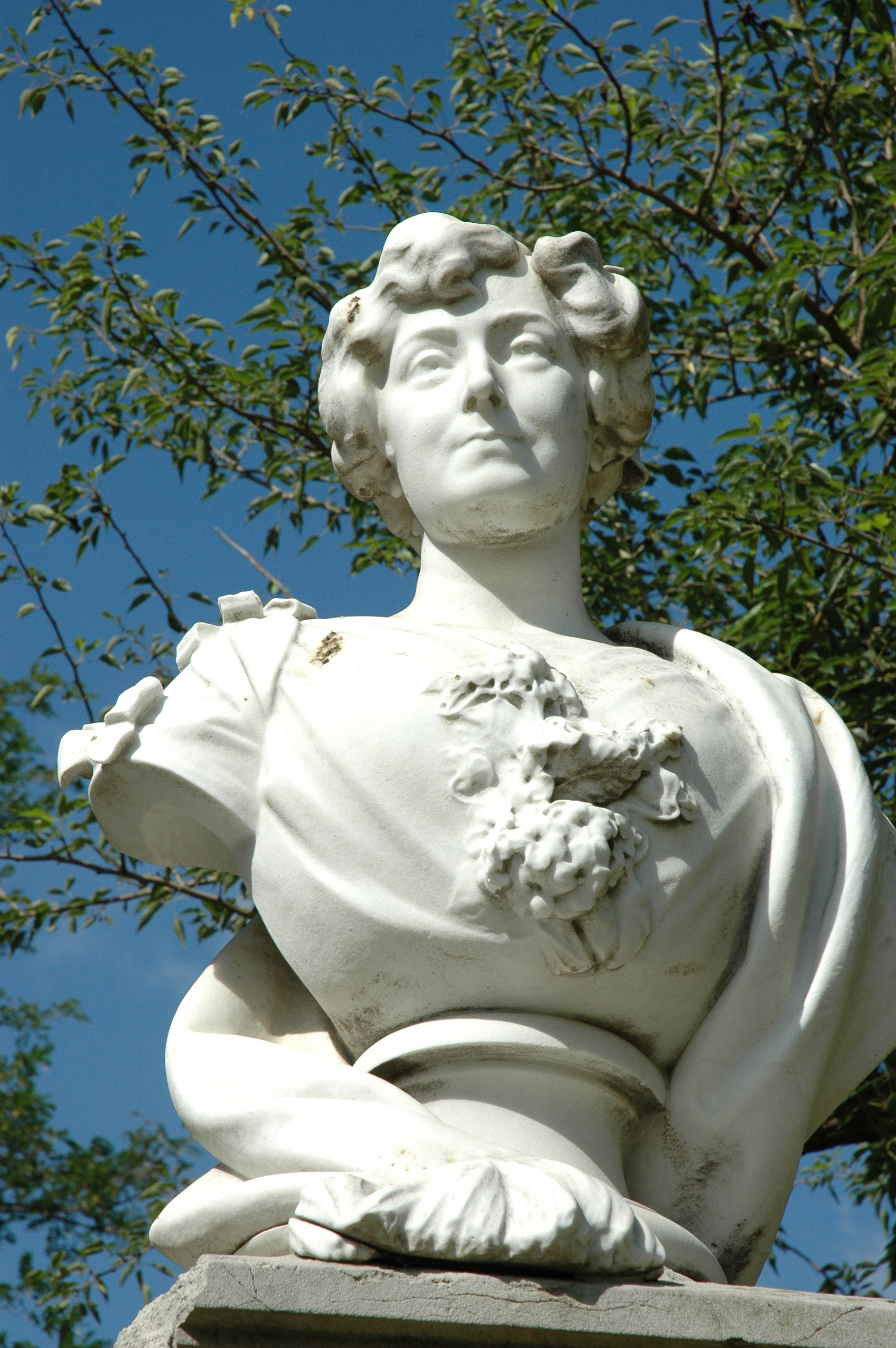
Estàtua de Pepita Texidor al Parc de la Ciutadella, obra de Manuel Fuxà

Pepita Texidor, que va néixer al carrer de la Lleona, número 4, de Barcelona, va créixer en un entorn favorable per a desenvolupar la seva vocació i va arribar a ser una reconeguda pintora de flors, encara que el seu germà volia que es dediqués principalment al retrat. Va ser considerada la millor aquarel·lista de flors del seu temps, malgrat que en aquella època les dones artistes no estaven reconegudes, i entre la seva clientela –de la noblesa i l'alta burgesia– va comptar amb la reina Maria Cristina i la infanta Maria Teresa, que van adquirir obra seva en diverses ocasions.
A finals del segle xix va participar en algunes edicions de les exposicions col·lectives de dones que es van fer a la Sala Parés, presentant amb èxit les seves aquarel·les de flors. L'any 1899 el crític Raimon Casellas l'elogiava així: "Los petits geranis rosa son deliciosos per la frescura del color y son deliciosos por la calitat de las fulias envellutadas. La mata de clavells, que simbolisa la «Primavera», se fa notar pel vigor intens dels tons enters, y la branca mitj seca de escardots, que representa la «Tardor», ofereix delicadas gamas de sugestiva melangía."
El 1900 va ser escollida per representar Catalunya a l'Exposició Universal de París, juntament amb Ramon Casas i Santiago Rusiñol. En aquesta ciutat va ser membre activa de la Union des Femmes Peintres et Sculpteurs de París, de la qual va ser nomenada sòcia honorària, i també va formar part de la Union Internationale des Beaux Arts et Lettres.

El mateix 1900 va formar part de l'Exposició regional olotina de Belles Arts e industries artístiques i de la XVII Exposición extraordinaria de Bellas Artes de la Sala Parés, galeria on el 1908 presentaria un conjunt d'aquarel·les de flors.

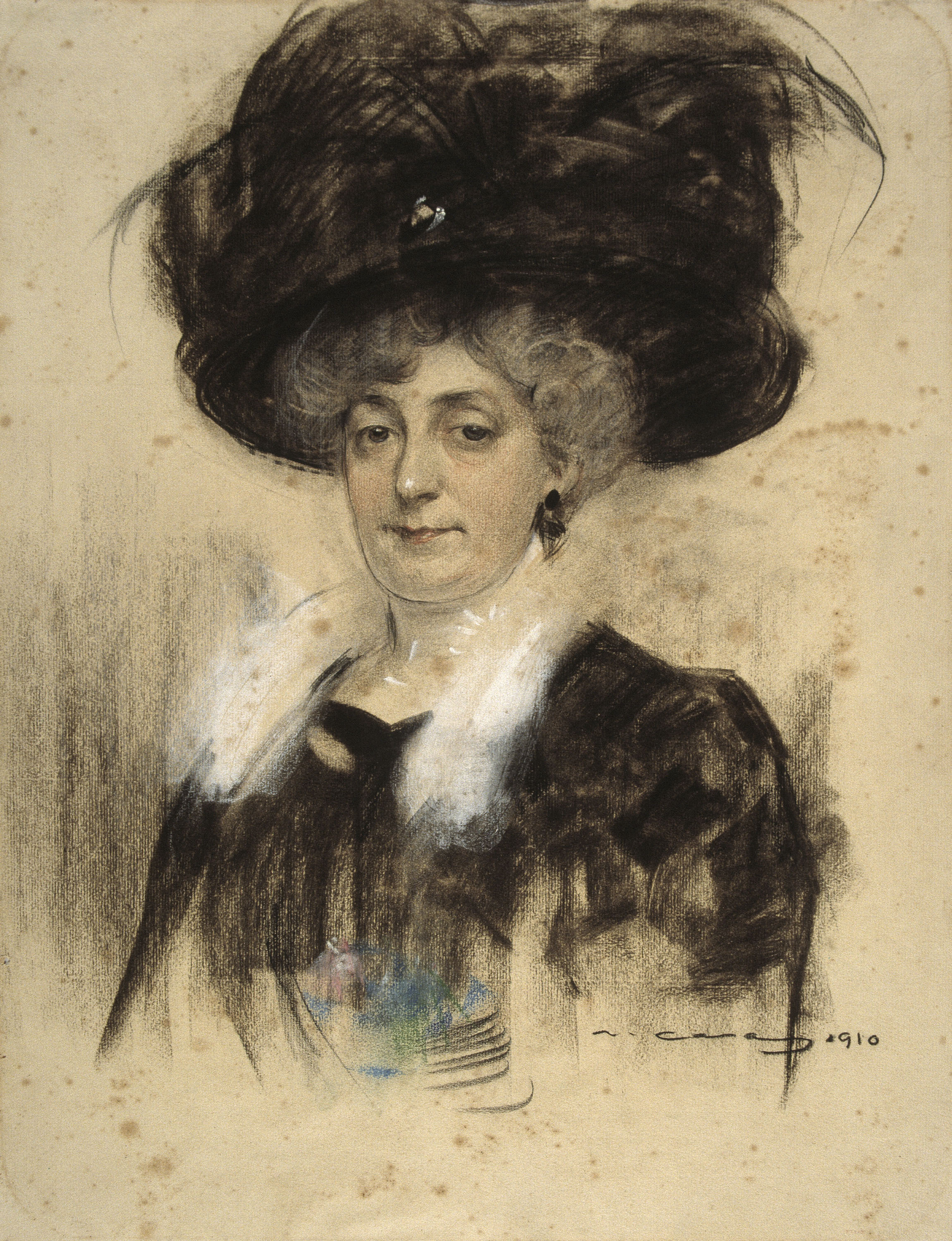
Ramon Casas, Retrat de la pintora Josefa Texidor- Museu Nacional d'Art de Catalunya.

Entre els anys 1899 i 1912 va participar amb pintures de flors en les exposicions generals de Belles Arts de Madrid, obtenint cada any mencions honorífiques. Segons el catàleg de l'edició de 1899, on constava com a deixebla del seu pare, va presentar una aquarel·la i una pintura. El 1901 presentava quatre aquarel·les i el 1904 deu. El 1906 hi va participar de nou amb tretze aquarel·les de flors i quatre ventalls pintats i va guanyar una tercera medalla; al 1910 ho va fer amb quatre obres i al 1910 amb dues aquarel·les de gran format.
L'any 1906 consta entre els participants de la V Exposición Internacional de Bellas Artes e Industrias Artísticas celebrada al Palau de Belles Arts de Barcelona, on va mostrar dues aquarel·les.
Igualment, va obtenir guardons en la Exposición Hispano-Francesa de Saragossa del 1908 i l'or en l'Exposició Universal de Brussel·les de 1910. Va guanyar alguns premis a les exposicions de París i el col·lectiu de dones artistes li va fer un homenatge de reconeixement l'any 1913.
Va pertànyer al grup feminista de principis del segle XX a l'entorn de la revista Feminal, la revista que donava a conèixer les obres artístiques, industrials o científiques de les dones, on hi havia Carme Karr, Dolors Monserdà o Lluïsa Vidal, entre d'altres. Precisament amb aquesta pintora, M. Lluïsa Güell i Antònia Ferreras, va organitzar una protesta per a poder exposar a les sales que, fins aleshores, estaven monopolitzades pels artistes. Precisament és a partir de les informacions que recull aquesta revista que sabem que oferia classes particulars des del seu domicili del carrer de Fontanella de Barcelona.
La mort prematura de Pepita Texidor, el 1914, quan encara no havia complert els cinquanta anys, juntament amb la seva bellesa i el seu esperit sensible, van fer que la seva mort fos molt sentida entre la societat catalana. Les seves restes foren enterrades al Cementiri de Montjuïc.

## Exposicions
- 1896. Sala Parés, Barcelona. Obres: Flors d'ametller i Geranis rosa.[29]
- 1897. Sala Parés, Barcelona. Obres: Tiges de clavells i Creu de violetes.[30]
- Retrat de Pepita Texidor (1911), realitzat pel seu germà Modest Texidor1899. Sala Parés, Barcelona.

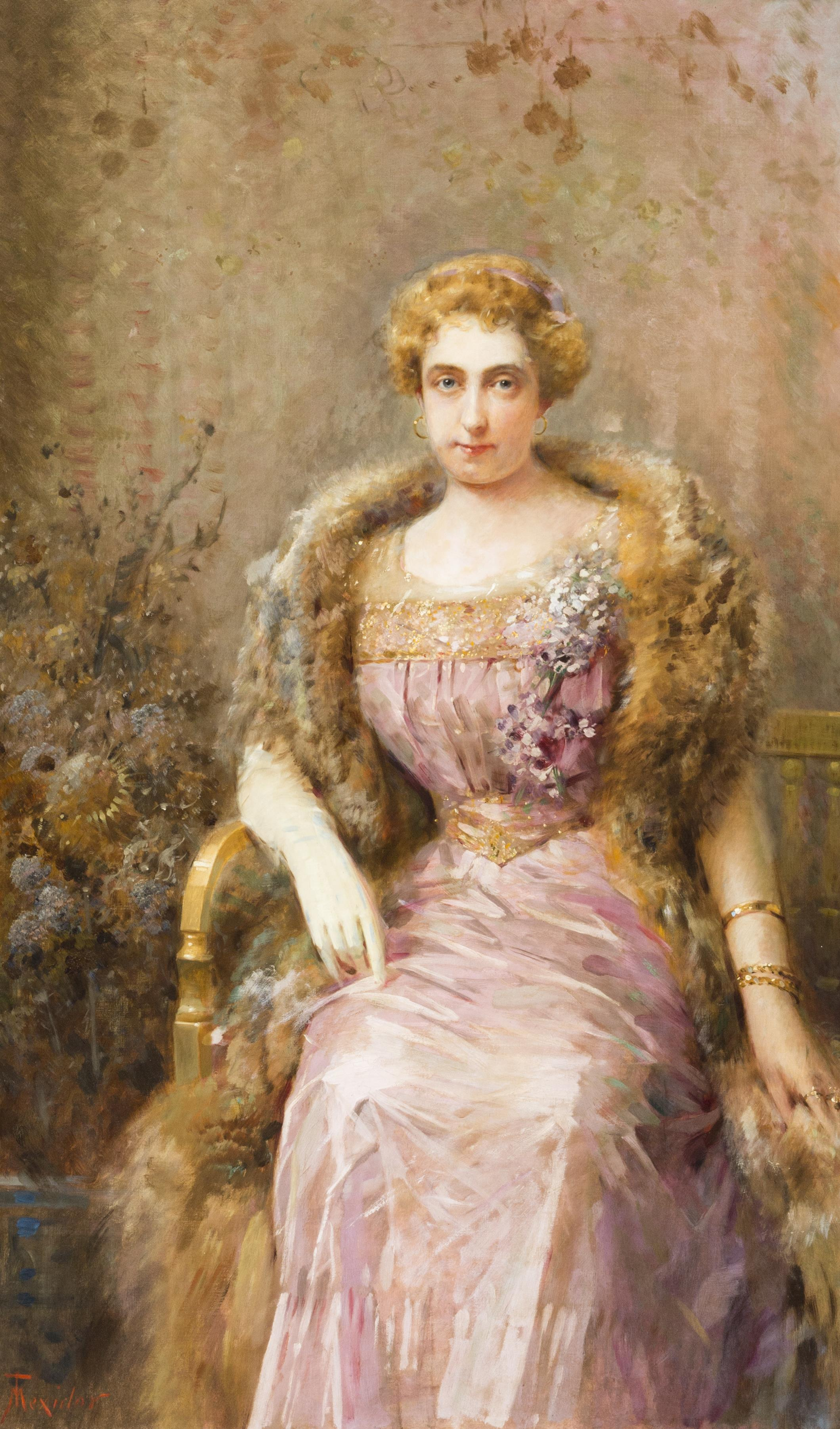
Retrat de Pepita Texidor (1911), realitzat pel seu germà Modest Texidor

- 1899. Exposición General de Bellas Artes, Madrid. Obres: Primavera, flores i Otoño.[18]
- 1900. París.
- 1900. Exposició regional olotina de Belles Arts e industries artístiques, Olot.
- 1900. XVII Exposición extraordinaria de Bellas Artes. Sala Parés, Barcelona.
- 1901. Exposición General de Bellas Artes, Madrid. Obres: Flores de otoño, Flores de primavera, Cruz de geranios i Claveles[19]
- 1904. Exposición General de Bellas Artes, Madrid. Obres: Claveles, Flor de almendro, Geranio rosa flor de almendro y violetas, Geranio rosa, Crisántemos, Madroños, Cardos, Violetas, Roble y retama i Bluets.[20]
- 1906. Exposición General de Bellas Artes, Madrid. Obres: Crisantemos, Cardos, Ramos y frutas silvestres, Claveles, Amapolas, Retama, Lilas, Yerbas y flores silvestres (ventall), Claveles (ventall), Rosas (ventall), Claveles (ventall), Crisantemas, Beuets, Yerbas, Pensamientos, Rosas y almendros i Rosas.[21]
- 1907. V Exposición Internacional de Bellas Artes e Industrias Artísticas, Barcelona. Obres: Cardos i Claveles.[24]
- 1908. Exposición Hispano-Francesa, Saragossa.[27]
- 1908. Sala Parés, Barcelona.[27]
- 1910. Exposició Universal de Brussel·les.[27]
- 1910. Exposición Nacional de Pintura, Escultura y Arquitectura, Madrid. Obres: Tríptico (flores), Almendros, violetas y rosas, Madroños i Cardos.[22]
- 1912. Exposición Nacional de Pintura, Escultura y Arquitectura, Madrid. Obres: Flores i Rosas y flor de almendro.[23]

## Reconeixement i memòria

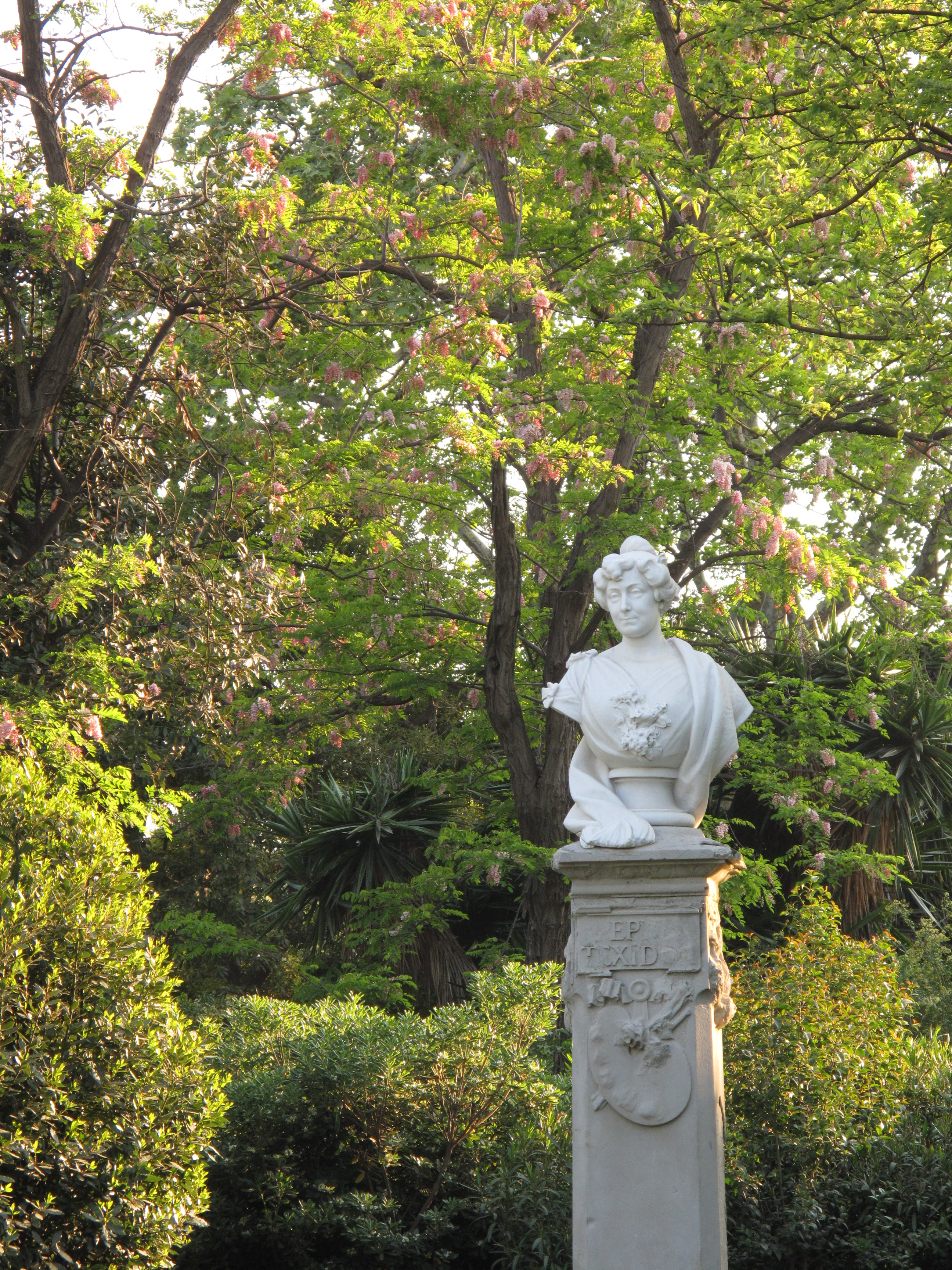
Monument a Pepita Teixidor, de Manuel Fuxà, al Parc de la Ciutadella, de Barcelona

Així, el maig del mateix any la Sala Parés li dedicava una exposició retrospectiva i al 1916 es va organitzar una comissió d'homenatge que va presentar una nova exposició de la pintora a la mateixa sala. Aquest grup de dones del seu entorn, encapçalats per Dolors Monserdà, Carme Karr o Francesca Bonnemaison, van iniciar tot d'activitats, a través de Feminal, per poder fer un monument a la seva memòria. Van recollir diners amb una tómbola amb més de 300 obres que van cedir els artistes del moment i es va encarregar un bust de Pepita Texidor a l'escultor Manuel Fuxà, que s'inaugurava al parc de la Ciutadella el 14 d'octubre de 1917, amb un discurs de Dolors Monserdà que respongué l'escriptor i dibuixant Apel·les Mestres. L'obra, de marbre blanc, duia el nom de l'artista, els atributs de pintora i les flors, rememorant la temàtica que l'havia fet famosa,i va esdevenir el primer monument que la ciutat dedicava a una dona catalana per la seva professió i és l'únic monument a una personalitat femenina al Parc de la Ciutadella.

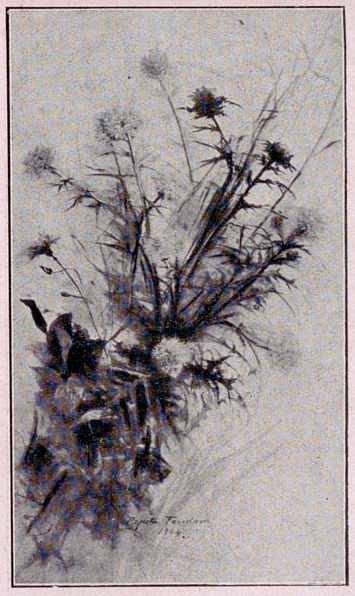
Blauets, 1904. Aquarel·la presentada a la Exposición Nacional de Bellas Artes de Madrid.

Dolors Monserdà li va dedicar el llibre de contes Nit de Lluna, amb il·lustracions de la pintora modernista Lluïsa Vidal.
L'any 1932 es van incloure obres de Pepita Texidor en la gran subhasta d'obres de les col·leccions Valle-Redon, Font i Sangrá, Pasqual i Miret, entre d'altres, que fa fer la Sala Parés.
La família Texidor es va dedicar a l'art de la pintura i va ser fundadora de la primera botiga de belles arts de Barcelona l'any 1874 (Casa Texidor, inicialment al carrer de Regomir i finalment a la Ronda de Sant Pere, número 16, de Barcelona) que avui dia es conserva com a monument modernista, tot i haver esdevingut una òptica.

## Obra
Pintava tot tipus de flors, amb una notable excel·lència, principalment amb aquarel·la. També va pintar l'aiguada i l'oli, damunt de tela però també sobre plafons i ventalls. Junt amb Emília Coranty i Visitació Ubach és considerada una de les artistes més destacades de pintura de flors a Catalunya.
El Museu Nacional d'Art de Catalunya conserva dos retrats de la pintora, un de Ramon Casas i l'altre del seu germà Modest, així com un autoretrat i un dibuix. El Palau Reial té pintures exposades que la reina María Cristina i la infanta María Teresa li van comprar.
Segons consta en el catàleg de l'antic Museu de Belles Arts de Barcelona de l'any 1926, el seu germà Modest va fer donació de l'aquarel·la titulada Flores silvestres.